# Charles Wentworth-Fitzwilliam (5e comte Fitzwilliam)
Charles William Wentworth Fitzwilliam, 5e comte Fitzwilliam dans la pairie d'Irlande et 3e comte Fitzwilliam dans la pairie de Grande-Bretagne, (4 mai 1786 - 4 octobre 1857) est un noble et un homme politique britannique. Il est président à trois reprises de la Royal Statistical Society en 1838-1840, 1847-1849 et 1853-1855; et président de l'Association britannique pour l'avancement des sciences lors de sa première année (1831-1833).
Il est le fils unique de William Fitzwilliam (4e comte Fitzwilliam) et de sa première épouse, Lady Charlotte Ponsonby. Il est élève au Collège d'Eton de 1796 à 1802.
Avant d'hériter du comté le 8 février 1833 à la mort de son père, il est connu par le Titre de courtoisie de vicomte Milton. Sous ce nom, il est député whig de Northamptonshire entre 1831 et 1832.
Le siège familial est Wentworth Woodhouse, réputée être la plus grande maison privée d’Angleterre.

## Famille
Il épouse Mary Dundas (30 mai 1787 - 1er novembre 1830) le 8 juillet 1806. elle est sa cousine et la fille de Thomas Dundas (1er baron Dundas) et de Charlotte Fitzwilliam, la sœur du 4e comte. Ils ont 13 enfants:
- Charlotte Wentworth-Fitzwilliam (née le 12 juillet 1807)
- Margaret Bruce Wentworth-Fitzwilliam (27 janvier 1809-3 février 1809)
- Mary Wentworth-Fitzwilliam (2 mai 1810 - 15 mai 1893). Mariée à Leonard Thompson.
- William Charles Wentworth-Fitzwilliam, vicomte Milton (18 janvier 1812 - 8 novembre 1835). Marié le 15 août 1833 à Selina Charlotte Jenkinson, fille de Charles Jenkinson (3e comte de Liverpool). Ils ont deux enfants, mais seul le plus jeune a survécu:
  - [un fils] (mort-né) (14 nov 1834)
  - Mary Selina Charlotte Fitzwilliam (9 janvier 1836–4 janvier 1899). Mariée à Henry Portman
- Frances Laura Wentworth-Fitzwilliam (22 octobre 1813-25 août 1887). Mariée le 23 juin 1837 avec le révérend William Bridgman-Simpson. Ils ont 5 enfants:
  - Mary Bridgeman-Simpson (décédée le 18 janvier 1880)
  - Béatrice Dorothy Mary Bridgeman-Simpson (décédée le 8 juillet 1936)
  - Orlando John George Bridgeman-Simpson (27 août 1838 - 5 juillet 1907)
  - George Arthur Bridgeman-Simpson (14 novembre 1846 - 16 novembre 1913)
  - Francis Charles Bridgeman-Simpson (7 décembre 1848 - 17 février 1929)
- William Wentworth-Fitzwilliam (6e comte Fitzwilliam) (12 octobre 1815 - 20 février 1902).
- George Wentworth-Fitzwilliam (3 mai 1817 - 4 mars 1874). Marié le 18 mars 1865 à Alice Louisa Anson, fille du major-général George Anson. Ils ont 3 enfants.
- Anne Wentworth-Fitzwilliam (14 mai 1819 - 29 avril 1879). Mariée le 10 octobre 1838, dans la chapelle de Wentworth Woodhouse, à James John Randoll Mackenzie de Scatwell, 6e baronnet.
- Dorothy Wentworth-Fitzwilliam (née le 2 avril 1822)
- John Wentworth-Fitzwilliam (18 septembre 1823-15 juin 1824)
- Charles William Wentworth-Fitzwilliam (18 septembre 1826 - 20 décembre 1894). Marié le 24 août 1854 à Anne Dundas, fille du révérend Thomas Lawrence Dundas. Décédé sans descendance.
- [un fils] (né le 18 mars 1828)
- Albreda Elizabeth Wentworth-Fitzwilliam (3 septembre 1829-11 novembre 1891). Mariée le 21 juin 1853 avec Fitzpatrick Henry Vernon.